# Vieussan
Vieussan, en occitan Viuça, est une commune française située dans l'ouest du département de l'Hérault, en région Occitanie. La commune se situe dans le canton d'Olargues.
Exposée à un climat méditerranéen, elle est drainée par l'Orb, le ruisseau de Laurenque, le ruisseau du Pontil et par divers autres petits cours d'eau. Incluse dans le parc naturel régional du Haut-Languedoc, la commune possède un patrimoine naturel remarquable composé d'une zone naturelle d'intérêt écologique, faunistique et floristique.
Vieussan est une commune rurale qui compte 268 habitants en 2022, après avoir connu un pic de population de 955 habitants en 1836. Ses habitants sont appelés les Vieussanois et Vieussanoises.

## Géographie

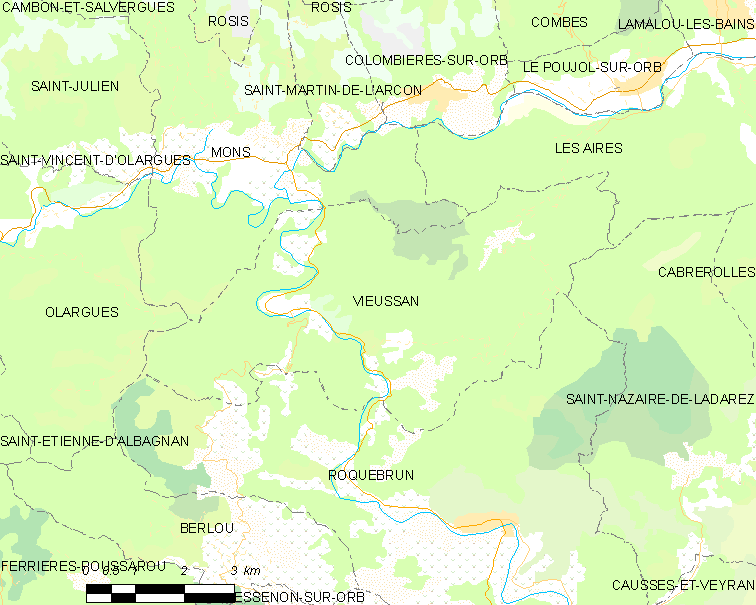
Carte

### Communes limitrophes
|          | Mons      |             |
| Olargues | Vieussan  | Cabrerolles |
|          | Roquebrun |             |

### Climat
Pour des articles plus généraux, voir Climat de l'Occitanie et Climat de l'Hérault.
En 2010, le climat de la commune est de type climat méditerranéen franc, selon une étude s'appuyant sur une série de données couvrant la période 1971-2000. En 2020, Météo-France publie une typologie des climats de la France métropolitaine dans laquelle la commune est exposée à un climat méditerranéen et est dans la région climatique  Provence, Languedoc-Roussillon, caractérisée par une pluviométrie faible en été, un très bon ensoleillement (2 600 h/an), un été chaud (21,5 °C), un air très sec en été, sec en toutes saisons, des vents forts (fréquence de 40 à 50 % de vents > 5 m/s) et peu de brouillards.
Pour la période 1971-2000, la température annuelle moyenne est de 13,7 °C, avec une amplitude thermique annuelle de 15,9 °C. Le cumul annuel moyen de précipitations est de 1 084 mm, avec 7,7 jours de précipitations en janvier et 2,8 jours en juillet. Pour la période 1991-2020, la température moyenne annuelle observée sur la station météorologique la plus proche, située sur la commune de Berlou à 6 km à vol d'oiseau, est de 15,4 °C et le cumul annuel moyen de précipitations est de 892,1 mm,. Pour l'avenir, les paramètres climatiques de la commune estimés pour 2050 selon différents scénarios d'émission de gaz à effet de serre sont consultables sur un site dédié publié par Météo-France en novembre 2022.

### Milieux naturels et biodiversité

#### Espaces protégés
La protection réglementaire est le mode d’intervention le plus fort pour préserver des espaces naturels remarquables et leur biodiversité associée,.
Un  espace protégé est présent sur la commune : 
le parc naturel régional du Haut-Languedoc, créé en 1973 et d'une superficie de 307 184 ha, qui s'étend sur 118 communes et deux départements. Implanté de part et d’autre de la ligne de partage des eaux entre Océan Atlantique et mer Méditerranée, ce territoire est un véritable balcon dominant les plaines viticoles du Languedoc et les étendues céréalières du Lauragais,.

#### Zones naturelles d'intérêt écologique, faunistique et floristique

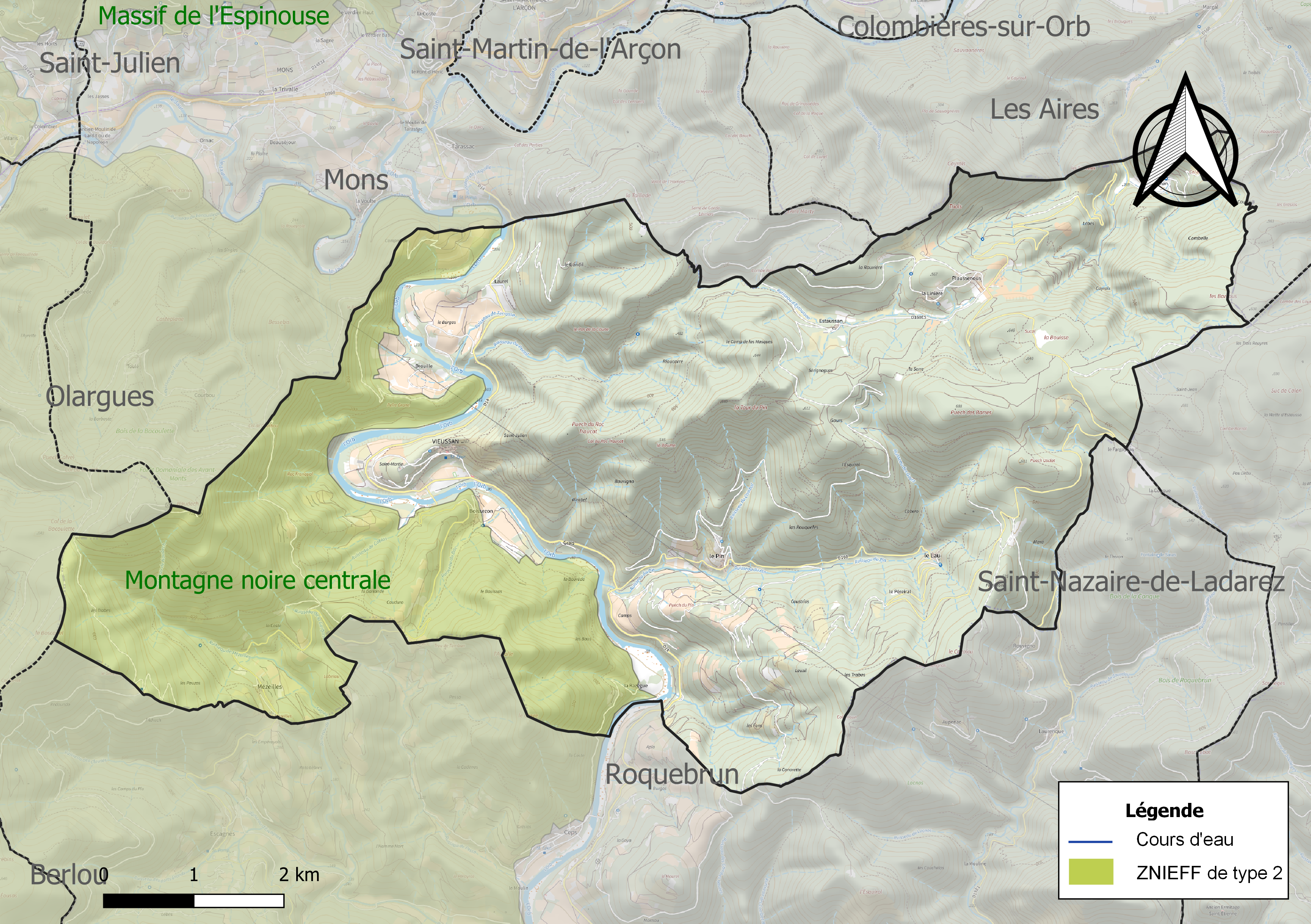
Carte de la ZNIEFF de type 2 localisée sur la commune.

L’inventaire des zones naturelles d'intérêt écologique, faunistique et floristique (ZNIEFF) a pour objectif de réaliser une couverture des zones les plus intéressantes sur le plan écologique, essentiellement dans la perspective d’améliorer la connaissance du patrimoine naturel national et de fournir aux différents décideurs un outil d’aide à la prise en compte de l’environnement dans l’aménagement du territoire.
Une ZNIEFF de type 2 est recensée sur la commune :
la « montagne noire centrale » (34 724 ha), couvrant 27 communes du département.

## Urbanisme

### Typologie
Au 1er janvier 2024, Vieussan est catégorisée commune rurale à habitat très dispersé, selon la nouvelle grille communale de densité à sept niveaux définie par l'Insee en 2022.
Elle est située hors unité urbaine et hors attraction des villes,.

### Occupation des sols
L'occupation des sols de la commune, telle qu'elle ressort de la base de données européenne d’occupation biophysique des sols Corine Land Cover (CLC), est marquée par l'importance des forêts et milieux semi-naturels (89 % en 2018), en diminution par rapport à 1990 (91,8 %). La répartition détaillée en 2018 est la suivante : 
forêts (86,7 %), zones agricoles hétérogènes (5,6 %), cultures permanentes (5,5 %), milieux à végétation arbustive et/ou herbacée (2,3 %). L'évolution de l’occupation des sols de la commune et de ses infrastructures peut être observée sur les différentes représentations cartographiques du territoire : la carte de Cassini (XVIIIe siècle), la carte d'état-major (1820-1866) et les cartes ou photos aériennes de l'IGN pour la période actuelle (1950 à aujourd'hui).

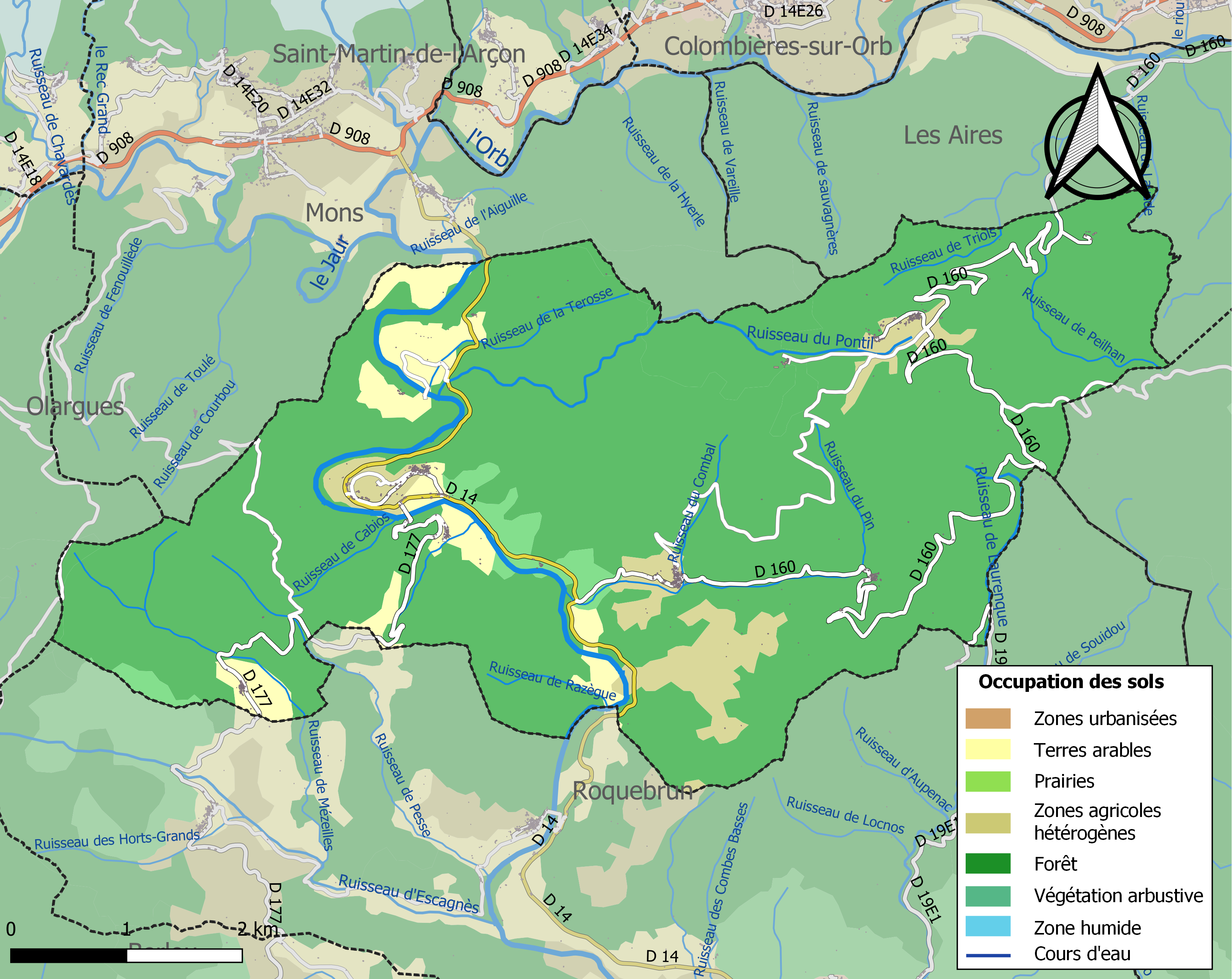
Carte des infrastructures et de l'occupation des sols de la commune en 2018 (CLC).

### Risques majeurs
Le territoire de la commune de Vieussan est vulnérable à différents aléas naturels : météorologiques (tempête, orage, neige, grand froid, canicule ou sécheresse), inondations, feux de forêts et séisme (sismicité très faible). Il est également exposé à un risque technologique, la rupture d'un barrage, et à deux risques particuliers : le risque minier et le risque de radon. Un site publié par le BRGM permet d'évaluer simplement et rapidement les risques d'un bien localisé soit par son adresse soit par le numéro de sa parcelle.

#### Risques naturels
Certaines parties du territoire communal sont susceptibles d’être affectées par le risque d’inondation par débordement de cours d'eau, notamment l'Orb. La commune a été reconnue en état de catastrophe naturelle au titre des dommages causés par les inondations et coulées de boue survenues en 1982, 1995, 1996, 2014 et 2018,.
Vieussan est exposée au risque de feu de forêt. Un plan départemental de protection des forêts contre les incendies (PDPFCI) a été approuvé en juin 2013 et court jusqu'en 2022, où il doit être renouvelé. Les mesures individuelles de prévention contre les incendies sont précisées par deux arrêtés préfectoraux et s’appliquent dans les zones exposées aux incendies de forêt et à moins de 200 mètres de celles-ci. L’arrêté du 25 avril 2002 réglemente l'emploi du feu en interdisant notamment d’apporter du feu, de fumer et de jeter des mégots de cigarette dans les espaces sensibles et sur les voies qui les traversent sous peine de sanctions. L'arrêté du 11 mars 2013 rend le débroussaillement obligatoire, incombant au propriétaire ou ayant droit,.

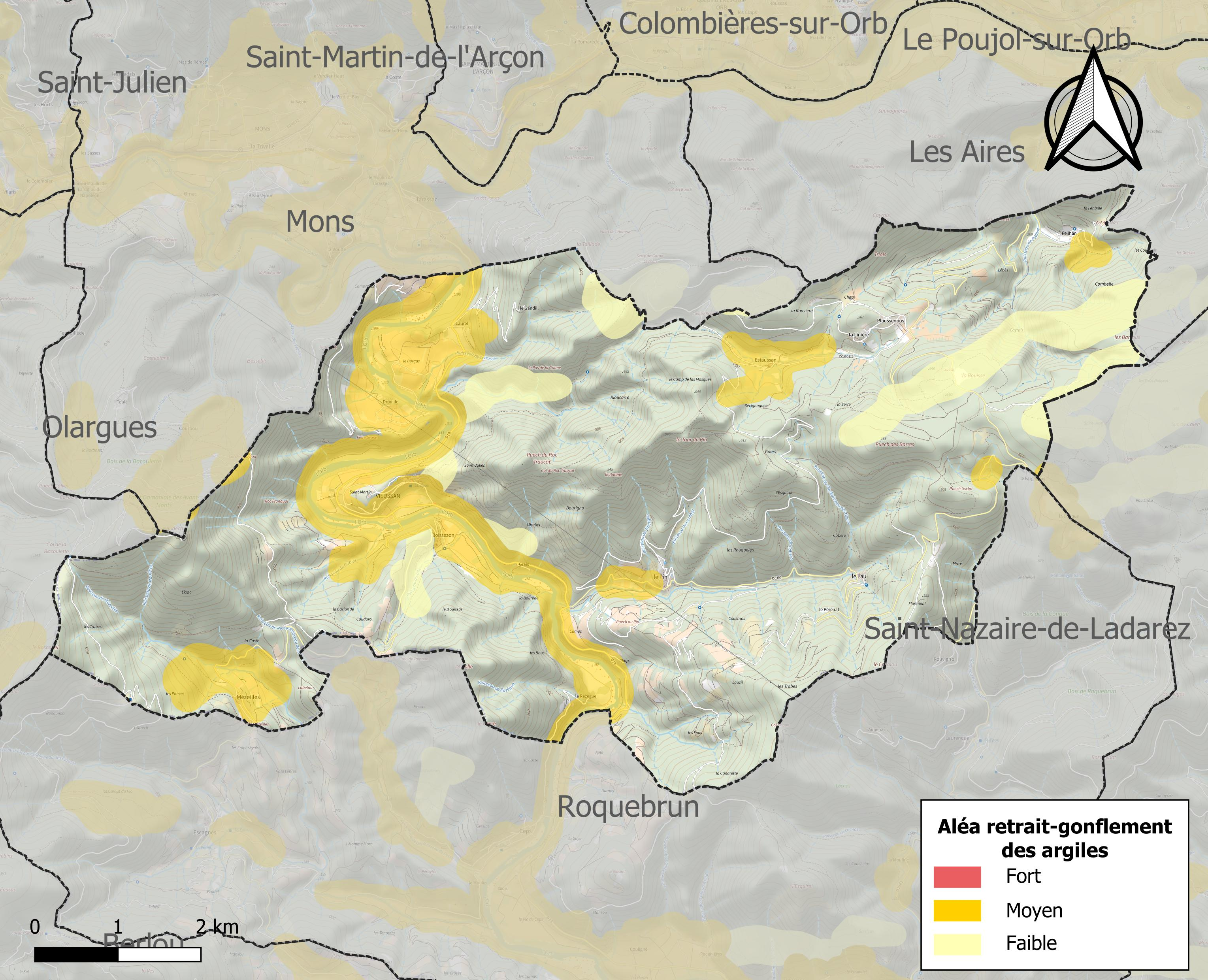
Carte des zones d'aléa retrait-gonflement des sols argileux de Vieussan.

Le retrait-gonflement des sols argileux est susceptible d'engendrer des dommages importants aux bâtiments en cas d’alternance de périodes de sécheresse et de pluie. 17 % de la superficie communale est en aléa moyen ou fort (59,3 % au niveau départemental et 48,5 % au niveau national). Sur les 294 bâtiments dénombrés sur la commune en 2019, 156 sont en aléa moyen ou fort, soit 53 %, à comparer aux 85 % au niveau départemental et 54 % au niveau national. Une cartographie de l'exposition du territoire national au retrait gonflement des sols argileux est disponible sur le site du BRGM,.
Par ailleurs, afin de mieux appréhender le risque d’affaissement de terrain, l'inventaire national des cavités souterraines permet de localiser celles situées sur la commune.

#### Risques technologiques
La commune est en outre située en aval du Barrage des monts d'Orb, un ouvrage de classe A sur l'Orb, mis en service en 1961 et disposant d'une retenue de 30,6 millions de mètres cubes. À ce titre elle est susceptible d’être touchée par l’onde de submersion consécutive à la rupture de cet ouvrage.

#### Risque particulier
L’étude Scanning de Géodéris réalisée en 2008 a établi pour le département de l’Hérault une identification rapide des zones de risques miniers liés à l’instabilité des terrains.  Elle a été complétée en 2015 par une étude approfondie sur les anciennes exploitations minières du bassin houiller de Graissessac et du district polymétallique de Villecelle. La commune est ainsi concernée par le risque minier, principalement lié à l’évolution des cavités souterraines laissées à l’abandon et sans entretien après l’exploitation des mines.
Dans plusieurs parties du territoire national, le radon, accumulé dans certains logements ou autres locaux, peut constituer une source significative d’exposition de la population aux rayonnements ionisants. Certaines communes du département sont concernées par le risque radon à un niveau plus ou moins élevé. Selon la classification de 2018, la commune de Vieussan est classée en zone 2, à savoir zone à potentiel radon faible mais sur lesquelles des facteurs géologiques particuliers peuvent faciliter le transfert du radon vers les bâtiments.

## Histoire

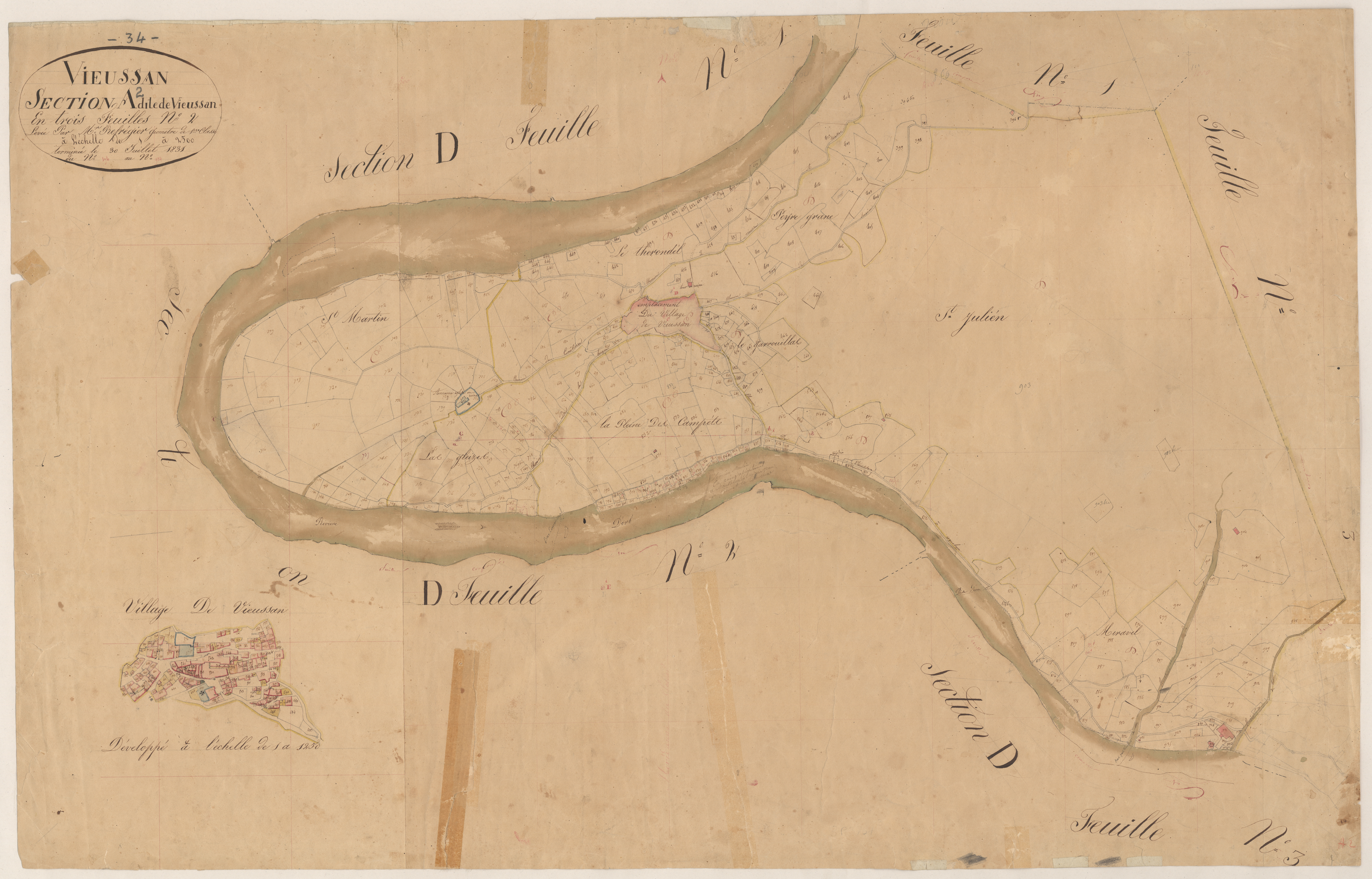
Plan cadastral napoléonien (1831).

## Politique et administration
| Période      | Période       | Identité           | Étiquette | Qualité |
| ------------ | ------------- | ------------------ | --------- | ------- |
| 1792         | 1795          | Pierre Fouilhé     |           |         |
| 1795         | 1812          | François Delmas    |           |         |
| 1812         | 1816          | Pierre Fouilhé     |           |         |
| 1816         | 1825          | André Moustelon    |           |         |
| 1825         | 1832          | Pierre Fouilhé     |           |         |
| 1832         | 1834          | Georges Abbal      |           |         |
| 1834         | 1836          | Barthélémy Andrieu |           |         |
| 1836         | 1841          | André Moustelon    |           |         |
| 1841         | 1846          | Germain Fouilhé    |           |         |
| juillet 1846 | décembre 1846 | absence de Maire   |           |         |
| 1847         | 1848          | Pierre Mas         |           |         |
| 1848         | 1849          | André Moustelon    |           |         |
| 1849         | 1851          | Étienne Guiraud    |           |         |
| 1851         | 1856          | André Moustelon    |           |         |
| 1856         | 1870          | Pierre Castel      |           |         |
| 1870         | 1878          | François Boissezon |           |         |
| 1878         | 1881          | Abel Linas         |           |         |
| 1881         | 1896          | François Boissezon |           |         |
| 1896         | 1898          | Édouard Fouilhé    |           |         |
| 1898         | 1900          | Martin Fouilhé     |           |         |
| 1900         | 1919          | François Boissezon |           |         |
| 1919         | 1935          | Ernest Delmas      |           |         |
| 1935         | 1944          | Fernand Comps      |           |         |
| 1944         | 1951          | Paul Delmas        | PCF       |         |
| 1951         | 1975          | Denis Marcouyre    |           |         |
| 1975         | 1983          | François Guiraud   |           |         |
| 1983         | 1995          | Roger Gailhard     | PS        |         |
| 1995         | 2014          | Gilles Pla         |           |         |
| 2014         | En cours      | Luc Guiraud        |           |         |

## Démographie
L'évolution du nombre d'habitants est connue à travers les recensements de la population effectués dans la commune depuis 1793. Pour les communes de moins de 10 000 habitants, une enquête de recensement portant sur toute la population est réalisée tous les cinq ans, les populations de référence des années intermédiaires étant quant à elles estimées par interpolation ou extrapolation. Pour la commune, le premier recensement exhaustif entrant dans le cadre du nouveau dispositif a été réalisé en 2008.

En 2022, la commune comptait 268 habitants, en évolution de +1,9 % par rapport à 2016 (Hérault : +7,49 %, France hors Mayotte : +2,11 %).
| 1793 | 1800 | 1806 | 1821 | 1831 | 1836 | 1841 | 1846 | 1851 |
| ---- | ---- | ---- | ---- | ---- | ---- | ---- | ---- | ---- |
| 750  | 693  | 741  | 791  | 852  | 955  | 929  | 927  | 919  |

| 1856 | 1861 | 1866 | 1872 | 1876 | 1881 | 1886 | 1891 | 1896 |
| ---- | ---- | ---- | ---- | ---- | ---- | ---- | ---- | ---- |
| 919  | 937  | 884  | 828  | 794  | 871  | 762  | 668  | 647  |

| 1901 | 1906 | 1911 | 1921 | 1926 | 1931 | 1936 | 1946 | 1954 |
| ---- | ---- | ---- | ---- | ---- | ---- | ---- | ---- | ---- |
| 640  | 642  | 602  | 585  | 530  | 516  | 488  | 439  | 350  |

| 1962 | 1968 | 1975 | 1982 | 1990 | 1999 | 2006 | 2008 | 2013 |
| ---- | ---- | ---- | ---- | ---- | ---- | ---- | ---- | ---- |
| 280  | 234  | 232  | 257  | 256  | 214  | 257  | 269  | 259  |

| 2018 | 2022 | - | - | - | - | - | - | - |
| ---- | ---- | - | - | - | - | - | - | - |
| 269  | 268  | - | - | - | - | - | - | - |

## Économie

### Revenus
En 2018, la commune compte 131 ménages fiscaux, regroupant 244 personnes. La médiane du revenu disponible par unité de consommation est de 15 100 € (20 330 € dans le département).
offre d’hébergement saisonnier:
dans le cœur historique du village médiéval de Vieussan, nous trouvons Ostal de la Croix, meublé de tourisme labellisé par gîte de France 4 étoiles et 4 épis. Sa façade à la particularité d’accueillir un croix trèflée  en fer forgé du XVIIIè.   Revers du coeur: les trois clous symboles de la crucifixion  Au dos, derrière le coeur (symbole de la Passion) central figure la date de 1789. Cette croix est une croix de mission. Après la révolution de 1789, l'église catholique au XIXè envoie des missionnaires pour prêcher à nouveau l'évangile dans les villages. Une croix de mission était érigée à cette occasion, ici en 1862, date gravée sur le socle en pierre. ce gîte donne sur une place au sol pavé portant le nom de place de la croix

### Emploi
|                | 2008   | 2013   | 2018   |
| -------------- | ------ | ------ | ------ |
| Commune        | 14,1 % | 13,9 % | 13,9 % |
| Département    | 10,1 % | 11,9 % | 12 %   |
| France entière | 8,3 %  | 10 %   | 10 %   |

En 2018, la population âgée de 15 à 64 ans s'élève à 137 personnes, parmi lesquelles on compte 66,4 % d'actifs (52,6 % ayant un emploi et 13,9 % de chômeurs) et 33,6 % d'inactifs,. Depuis 2008, le taux de chômage communal (au sens du recensement) des 15-64 ans est supérieur à celui de la France et du département.
La commune est hors attraction des villes,. Elle compte 38 emplois en 2018, contre 52 en 2013 et 54 en 2008. Le nombre d'actifs ayant un emploi résidant dans la commune est de 74, soit un indicateur de concentration d'emploi de 51,4 % et un taux d'activité parmi les 15 ans ou plus de 38 %.
Sur ces 74 actifs de 15 ans ou plus ayant un emploi, 30 travaillent dans la commune, soit 41 % des habitants. Pour se rendre au travail, 74,3 % des habitants utilisent un véhicule personnel ou de fonction à quatre roues, 2,7 % les transports en commun, 4,1 % s'y rendent en deux-roues, à vélo ou à pied et 18,9 % n'ont pas besoin de transport (travail au domicile).

### Activités hors agriculture
28 établissements sont implantés  à Vieussan au 31 décembre 2019.
Le secteur de la construction est prépondérant sur la commune puisqu'il représente 25 % du nombre total d'établissements de la commune (7 sur les 28 entreprises implantées  à Vieussan), contre 14,1 % au niveau départemental.

### Agriculture
|               | 1988 | 2000 | 2010 | 2020 |
| ------------- | ---- | ---- | ---- | ---- |
| Exploitations | 33   | 33   | 19   | 9    |
| SAU (ha)      | 227  | 232  | 188  | 162  |

La commune est dans le « Soubergues », une petite région agricole occupant le nord-est du département de l'Hérault. En 2020, l'orientation technico-économique de l'agriculture  sur la commune est la viticulture. Neuf exploitations agricoles ayant leur siège dans la commune sont dénombrées lors du recensement agricole de 2020 (33 en 1988). La superficie agricole utilisée est de 162 ha,,.

## Culture locale et patrimoine

### Lieux et monuments
- Chapelle de Sainte-Madeleine de Mounis (XIe siècle) récemment restaurée aux abords du hameau de Plaussénous.
- Chapelle Notre-Dame-de-Géminian de Puech du Pin.
- Église Sainte-Marie du Pin.
- Église de Plaussenous.
- Ancienne église Saint-Martin de Vieussan.
- Église Saint-Martin de Vieussan.

### Héraldique
|  | Les armoiries de Vieussan se blasonnent ainsi : De vair au pairle losangé d'argent et d'azur. |